# Robert Dexter Conrad
Robert Dexter Conrad (* 20. März 1905 in Orange, Massachusetts; † 26. Juli 1949) war der Begründer des Grundlagenforschungsprogramm der US Navy und Leiter der Planungsabteilung des Office of Naval Research.

## Leben
Conrad studierte an der United States Naval Academy und wurde im Juni 1927 in den Rang eines Fähnrichs befördert. Nach seinem Dienst auf der USS Florida studierte er an der Marineakademie in Annapolis und am Massachusetts Institute of Technology. Das Studium schloss er mit dem Grad eines Master of Science im Bereich Schiffstechnik im Juni 1932 ab. Während seiner anschließenden Dienstzeit am Portsmouth Navy Yard in New Hampshire wurde er im Herbst 1933 beurlaubt, um an der University of Cambridge in England zu studieren. 
Nach seiner Rückkehr in die Vereinigten Staaten diente er zunächst in der Design- und Konstruktionsdivision und in der Forschungs- und Informationssektion des Bureau of Construction and Repair und dann von August 1937 bis Juni 1939 an der Experimental Modell Basin in Washington, D.C. Dem folgte der Dienst in Mare Island und im November 1940 wurde er zum Assistenz-Militärattaché, später besonderer Marinebeobachter an den amerikanischen Botschaft in London. Während des Zweiten Weltkrieges kehrte er nach Washington zurück, zunächst an das Bureau of Ships, wo er bis Mai 1945 Leiter der Fortschritts- und Planungssektion war.
Seine Arbeit dieser Zeit wurde mit der Legion of Merit ausgezeichnet. Nach dem Krieg führte er seine Forschungen durch, zuletzt als Direktor im Office of Naval Research, das die wissenschaftliche Forschung der US Navy durchführt. Seine Arbeiten wurden schließlich mit der Navy Distinguished Service Medal gewürdigt.

## Würdigungen
Nach ihm wurde ein Forschungsschiff der US Marine, die USNS Robert D. Conrad benannt. Die Navy vergibt außerdem einen Orden in seinen Namen, den Captain Robert Dexter Conrad Award zur Würdigung von außerordentlichen Verdiensten in der Marineforschung.